# Antoine-François Momoro
Antoine-François Momoro (13. listopadu 1755, Besançon – 24. března 1794, Paříž) byl tiskař, který vstoupil do politiky za Velké francouzské revoluce. Jako jeden z předních hébertistů byl gilotinován za jakobínského teroru.

## Životopis
Momorovi předci pocházeli ze Španělska, přistěhovali se do Franche-Comté, kde začali podnikat. Antoine-François Momoro v mladém věku opustil rodný Besançon, zakoupil tiskařskou společnost v Paříži a stal se úspěšným podnikatelem. V roce 1789 byl jedním z vůdců okresu Cordeliers a v následujícím roce jedním ze zakladatelů klubu kordeliérů, pro který založil a vydával noviny Journal du club des Cordeliers .
Spolu s Dantonem a Chaumettem měl Antoine-François Momoro velký vliv na sekci Théâtre-Français, která prosadila všeobecné volební právo do Národního shromáždění. To znamenalo, že bylo zrušeno dělení voličů na aktivní a pasivní občany. Mezi pasivní občany patřili všichni občané, kteří platili malé nebo žádné daně, a proto neměli právo volit. Protože pasivní občané nyní právo volit získali, vedlo to k politickému posílení sansculotů.
Dne 10. srpna 1792 se Momoro zúčastnil útoku na Tuileries. O několik dní později ho Prozatímní výkonná rada vyslala do Normandie jako komisaře, kde distribuoval brožury s „Deklarací práv člověka a občana“, ale také svá vlastní díla, a proto byl v září 1792 v Bernay zatčen. Momoro byl však po krátké době propuštěn, vrátil se do Paříže a v říjnu 1792 byl přijat do správní rady departementu Seine.
Momoro požadoval, aby byla zemědělská půda velkostatkářů rozdělena. Na rozdíl od sansculotů však trval na tom, že ne každý by měl mít právo nabývat zemědělskou půdu, a že půdu lze dělit pouze podle právního předpisu. Průmyslové vlastnictví považoval za nedotknutelné. Prosazoval také rozdílné sociální postavení, které by měl národ udělovat nebo odepírat ve prospěch společnosti. Na jaře roku 1793 Momoro publikoval Opinion sur la fixation du maximum du prix des grains (Názor na stanovení maximálních cen obilí), ve kterém navrhl, aby byla produkce půdy prohlášena za vlastnictví všech občanů.
Na podzim roku 1793 se Antoine-François Momoro zúčastnil kampaně za dechristianizaci. Připojil se k hébertistům, mezi nimiž rychle získal vliv, a bojoval s nimi proti tzv. shovívavým kolem Dantona. Hébert a Momoro vedli 12. února 1794 verbální útoky proti stoupencům Robespierra. Tím iniciovali vlastní pád, když po 7. března 1794 selhal pokus o usmíření obou jakobínských frakcí a k povstání sekcí a pařížské komuny, které Hébert očekával, nedošlo. 
V noci ze 13. na 14. března 1794 byli všichni přední hébertisté zatčeni a krátce nato odsouzeni revolučním tribunálem k trestu smrti. Momoro byl popraven 24. března 1794. Spolu s ním byli v Paříži gilotinováni Hébert a jeho kolegové Ronsin, Vincent, Cloots, Desfieux, Pereira, Dubuisson, belgický spekulant Proli a nizozemský bankéř de Kock.
Momoro byl první, kdo sepsal motto Francouzské revoluce, jehož původní verze zněla Liberté, Égalité, Indivisibilité ou la mort (Svoboda, rovnost, nedělitelnost nebo smrt). Známé heslo liberté, égalité, fraternité (volnost, rovnost, bratrství) se do povědomí veřejnosti dostalo až po přijetí francouzské ústavy z roku 1848.